# Warka Miasto
Warka Miasto – przystanek kolejowy PKP Polskich Linii Kolejowych zlokalizowany pomiędzy ulicami Lotników (Droga wojewódzka nr 731) i Nowakowskiego, w Warce, w powiecie grójeckim, w województwie mazowieckim, w Polsce.
W 2020 PKP PLK podpisało aneks do umowy na modernizację linii kolejowej nr 8 na odcinku z Warszawy do Radomia. Przystanek miał być gotowy w 2021 r. i posiadać dwa jednokrawędziowe perony z dostępem z wiaduktu drogowego budowanego nad linią kolejową. Przystanek został sfinansowany z Funduszu Spójności. Na budowę przeznaczono 13 mln zł. Przystanek został oficjalnie uruchomiony 13 marca 2022.

## Ruch pasażerski[5]
| Rok  | Wymiana pasażerska na dobę |
| ---- | -------------------------- |
| 2021 | 0-9                        |
| 2022 | 300-499                    |
| 2023 | 700-999                    |